# Kotasaari (ö i Norra Savolax, Inre Savolax, lat 62,73, long 26,86)
Kotasaari är en ö i Finland. Den ligger i sjön Niinivesi och i kommunen Rautalampi i den ekonomiska regionen  Inre Savolax ekonomiska region  och landskapet Norra Savolax, i den centrala delen av landet, 300 km norr om huvudstaden Helsingfors. Öns area är 1,16 kvadratkilometer och dess största längd är 2,2 kilometer i sydöst-nordvästlig riktning.